# Rhys McClenaghan
Rhys Joshua McClenaghan (nascido em 21 de julho de 1999) é um ginasta artístico da Irlanda do Norte que compete internacionalmente pela Irlanda e Irlanda do Norte. Ele é reconhecido como um dos melhores ginastas de sua geração na modalidade cavalo com alças. Em 2018, foi apelidado de Príncipe do Cavalo com Alças pela Federação Internacional de Ginástica. McClenaghan se tornou campeão olímpico em 2024, sendo o primeiro ginasta a ganhar uma medalha olímpica pela Irlanda.

## Vida pessoal
McClenaghan nasceu em Newtownards, County Down, filho de Tracy e Danny McClenaghan, tendo um irmão mais velho chamado Elliot. Aos seis anos, já demonstrando uma aptidão precoce para a ginástica, ele começou a treinar no Rathgael Gymnastics Club em Bangor. Cheio de energia, costumava deixar sua mãe preocupada, subindo nos galhos mais altos das árvores e em telhados, o que acabou por fazer seus pais o apresentarem a ginástica para tentar canalizar sua energia de forma segura. Ele diz que amou na primeira vez que entrou pela porta e ama até hoje.

Ao longo de sua juventude, foi provocado por outras crianças por sua escolha de esporte. Enquanto outros rapazes de sua idade corriam ao redor de um campo atrás de uma bola, ele estava caindo e pulando em um ginásio.
"Sempre haverá aquelas crianças estúpidas que vão provocar você por nada. [...] Mas eu nunca fui essa pessoa que seria vítima disso - eu nunca os ouvi, nunca deixei que isso me incomodasse porque eu sabia que estava em melhor forma do que eles, mais saudável do que eles, a melhor pessoa naquele momento."
McClenaghan frequentou a Regent House School em Newtownards. Ele tem sido treinado por seu amigo próximo, Luke Carson, desde 2014. Seus hobbies incluem fazer vlogs, jogar golfe e passar o tempo com a família.

## Carreira

### Juvenil
Como ginasta da Irlanda do Norte, McClenaghan era elegível para competir em campeonatos nacionais britânicos e irlandeses. Quando ainda era da categoria juvenil, ele ganhou a medalha de bronze na final do cavalo com alças no Campeonato Britânico de Ginástica Artística de 2016 em Liverpool, superado pelos medalhistas olímpicos Louis Smith e Max Whitlock. Também ganhou a primeira medalha da Irlanda em campeonatos europeus de ginástica no Campeonato Europeu de Ginástica Artística de 2016 em Berna, competindo na categoria juvenil e ganhando a prata no cavalo com alças, além de ter ficado na décima terceira posição no individual geral.

### Sênior

#### 2017–18
Em 2017, McClenaghan estreou no nível sênior, quando disputou no circuito da Copa do Mundo de Ginástica Artística. Na etapa Challenge, em Osijek, que ocorreu de 18 a 21 de maio, McClenaghan conquistou a medalha de ouro no cavalo com alças. Em outubro de 2017, esteve competindo em seu primeiro Mundial de Ginástica Artística, realizado em Montreal, onde ficou em décimo quarto lugar na qualificação do cavalo com alças, alcançando uma pontuação de 14.300.
 

Em abril de 2018, ele esteve disputando nos Jogos da Commonwealth, que ocorreram em Gold Coast, Austrália, onde representou a Irlanda do Norte. Na ocasião, McClenaghan conquistou o ouro no cavalo com alças, derrotando o, à época, atual campeão olímpico Max Whitlock, conquistando a primeira medalha da Irlanda do Norte nos Jogos da Commonwealth. Em entrevista ao Belfast Telegraph, ele dedicou a medalha para os pais, afirmando que não teria conseguido sem o apoio deles.
"Eu não tinha visto minha mãe e meu pai antes da minha série ou mesmo por um curto período depois, mas no momento em que soube que tinha ganhado a medalha de ouro, eu os vi e eles estavam tão orgulhosos que me senti emocionado e mais orgulhoso do que nunca, porque eu sabia o quanto isso significava para eles. Eu não estaria aqui sem meus pais por causa dos sacrifícios que eles fizeram para me levar aos treinos, competições e tudo mais."

Em junho de 2018, seu treinador, Luke Carson, foi demitido pelo clube Rathgael por corte de gastos, o que fez McClenaghan abandonar o clube e passar um curto período treinando em seu quintal. No dia 25 de junho, sua mãe  postou uma foto dele sentado no equipamento nas redes sociais, afirmando que seu "coração está literalmente se partindo por ele". Rhys também compartilhou um vídeo de seu treinamento no quintal, afirmando que nada o impediria de continuar.
"Isso me traz lembranças de usar este cavalo com alças no meu jardim quando eu tinha nove anos, porque eu queria passar mais tempo no que eu mais gostava. Obrigado a todos pelas mensagens de apoio, mantendo-se positivo não importa o que aconteça."
Posteriormente, McClenaghan e Carson se mudaram para Dublin, onde o ginasta recebeu financiamento e acomodações da Gymnastics Ireland e da Sport Ireland para treinar no Sport Ireland Institute em Abbotstown. Sem parar de competir mesmo diante dos recentes desafios, ele esteve em Mersin, de 6 a 8 de julho do mesmo ano, para disputar a etapa Challenge do circuito da Copa do Mundo de Ginástica Artística, ganhando o ouro no cavalo com alças.
Em agosto de 2018, o irlandês esteve no Campeonato Europeu de Ginástica Artística de 2018 em Glasgow, ocasião em que conquistou a medalha de ouro no cavalo com alças com uma pontuação de 15.300, se tornando o primeiro campeão europeu da Irlanda.
Mais tarde, em outubro, ele marcou presença no Mundial de 2018 em Doha, onde não teve bons resultados devido a uma lesão no ombro. Caindo duas vezes durante sua série no cavalo com calças, ele ficou com uma pontuação de 11.066 na classificatória, vendo suas chances no mundial serem frustradas. No mês seguinte, passou por uma cirgurgia para tratar da lesão e ficou alguns meses em recuperação.

#### 2019–21
Em 2019, ele mais uma vez participou da etapa Challenge da Copa do Mundo. Em Zhaoqing, de 19 a 21 de maio, foi superado pelo chinês Zou Jingyuan no cavalo com alças, ficando com a medalha de prata ao alcançar a pontuação de 14.600, um grande retorno seis meses depois de passar por uma cirurgia no ombro. Já em Koper, de 30 de maio a 2 de junho, o irlandês ganhou mais um ouro no cavalo com alças, encerrando sua participação na etapa Challenge da edição de 2019 como campeão do aparelho.
Em outubro de 2019, conquistou a medalha de bronze no Campeonato Mundial de Ginástica Artística de 2019 em Stuttgart, sendo superado apenas pelo britânico Max Whitlock e pelo taiwanês Lee Chih-kai. Com isso, se tornou o primeiro ginasta irlandês a conquistar uma medalha em um campeonato mundial. 

Em uma entrevista em 2021, ele falou sobre sua caminhada e conquistas na ginástica artística e citou a vitória nos Jogos da Commonwealth de 2018 como um ponto de virada em sua carreira e na história da ginástica em seu país.
"Quando subi no pódio, fiquei pensando no que isso faria pelo esporte no país, para os ginastas mais jovens verem um jovem de 18 anos derrotando o atual campeão olímpico [ginasta britânico Max Whitlock]. Isso vai fazer algo em suas mentes, vai inspirá-los e motivá-los. As pessoas me disseram isso ao longo dos últimos dois anos desde que cheguei ao palco sênior e isso por si só significa muito. Depois de vencer os Jogos da Commonwealth, vencer o Campeonato Europeu [de 2018] quase imediatamente depois disso foi apenas para dizer a todos que estou aqui para ficar, que não foi apenas um caso isolado. Estou aqui para ficar." 
Às vésperas do Campeonato Europeu de Ginástica Artística de 2021 em Basileia, no qual era favorito a ganhar o ouro no cavalo com alças, McClenaghan sofreu uma lesão na cartilagem do pulso enquanto fazia um simples exercício de condicionamento físico. Apesar disso, ele esteve na competição e se classificou em primeiro lugar no aparelho, alcançando a pontuação de 14.766, mas terminou a final na quinta posição, com uma nota de 13.566. 

Já recuperado da lesão, o ginasta representou a Irlanda nos Jogos Olímpicos de Verão de 2020 em Tóquio, Japão. Na ocasião, se classificou para a final do cavalo com alças na segunda colocação, empatado com o japonês Kohei Kameyama, ambos atingindo a pontuação de 15.266, mesma pontuação alcançada pelo taiwanês Lee Chih-kai, que se classificou na primeira posição pelo critério de desempate da nota de execução. Na final, McClenaghan terminou a competição na sétima posição após não conseguir uma pontuação tão alta quanto na classificatória.  Ele acabou perdendo o equílibrio e caindo do aparelho após um dedo ficar preso em uma das alças, o que custou sua chance de subir no pódio olímpico.
"Sei que vou me sentir decepcionado com essa performance, mas tudo bem, sinto que quando me sinto decepcionado, é quando estou mais motivado do que nunca, estou mais faminto do que nunca. [...] Sou definitivamente o tipo de pessoa que transforma o negativo em positivo e é isso que vou fazer. Vou deixar esta arena com esta experiência incrível, me tornando um atleta olímpico, me tornando o primeiro ginasta irlandês a ser finalista olímpico e isso é algo muito especial para mim."

#### 2022

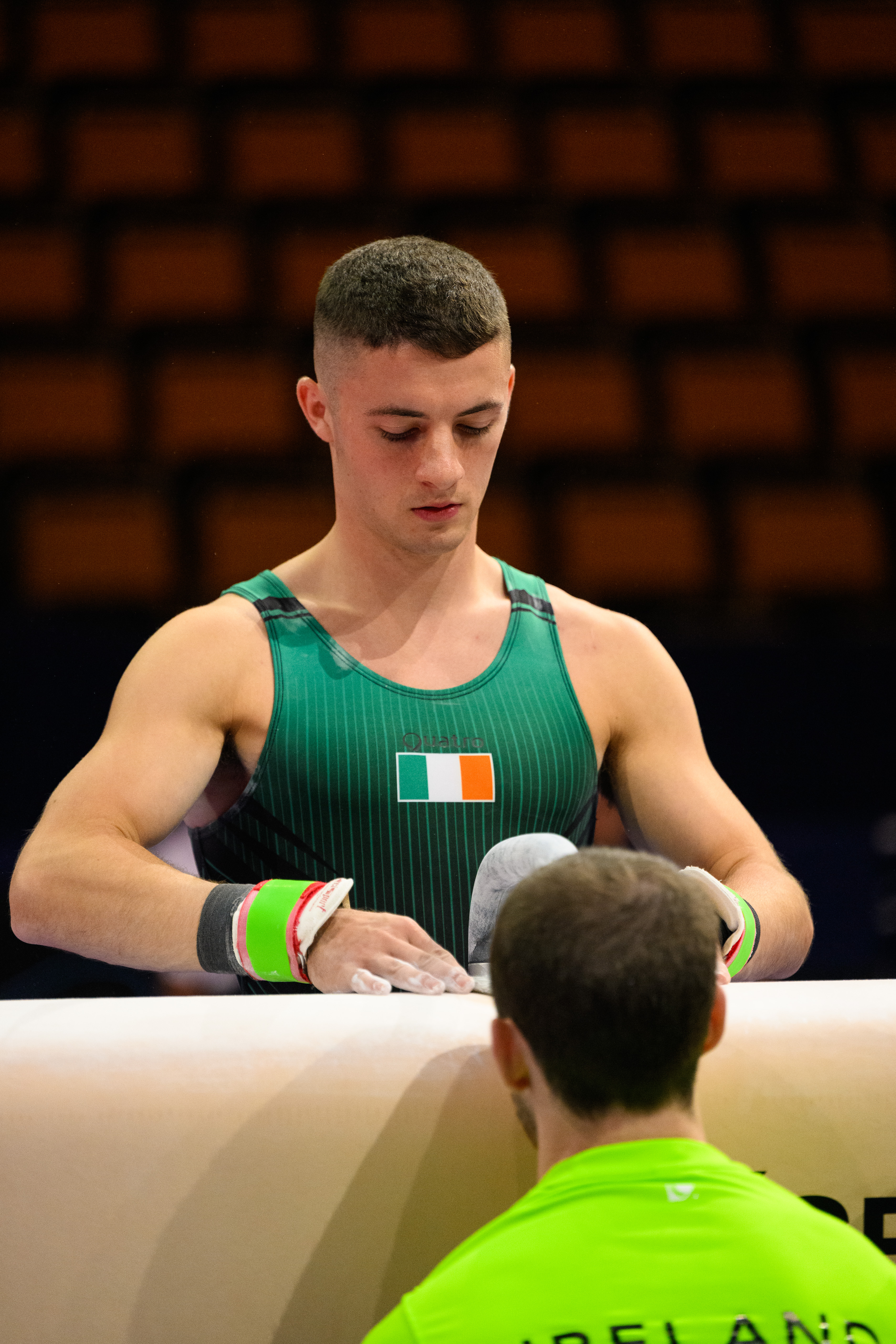
McClenaghan em 2022

De 2 a 5 de março de 2022, o ginasta irlandês esteve em Doha, na etapa Séries da Copa do Mundo, onde obteve a medalha de prata no cavalo com alças, superado pelo cazaque Nariman Kurbanov. Seguiu no circuito marcando presença em Cairo, de 17 a 20 de março, conquistando o ouro no cavalo com alças dessa vez.
Mais tarde naquele ano, ele voltou a representar a Irlanda do Norte nos Jogos da Commonwealth de 2022 em Birmingham, realizados do dia 29 de julho a 6 de agosto. Inicialmente, McClenaghan, junto com os colegas ginastas Eamon Montgomery e Ewan McAteer, foi proibido pela Federação Internacional de Ginástica (FIG) de competir pela Irlanda do Norte nos Jogos de 2022, uma vez que já havia competido internacionalmente pela Irlanda. A FIG sugeriu que o trio deveria renunciar à nacionalidade irlandesa em suas licenças de ginástica ou que a Federação dos Jogos da Commonwealth desconsiderasse o evento como relevante para o calendário da FIG.
 

A decisão foi recebida de forma negativa por políticos britânicos e irlandeses, bem como pelo Conselho dos Jogos da Commonwealth da Irlanda do Norte, que acusou a FIG de "desconsiderar completamente" o Acordo da Sexta-feira Santa, que reconheceu o direito do povo da Irlanda do Norte de ser britânico e irlandês. Mais tarde, a FIG finalmente voltou atrás com sua decisão, permitindo que o trio competisse em Birmingham.
"Foi desconcertante no começo e começa a corroer um pouco sua psiquê durante o treinamento e depois que você sai do treinamento, mas agora há uma grande quantidade de alívio."
Na competição, McClenaghan conquistou a medalha de prata no cavalo com alças, ficando atrás do ginasta Joe Fraser, que representou a Inglaterra na competição. Mais tarde, de 11 a 21 de agosto, no Campeonato Europeu de Ginástica Artística de 2022 em Munique, o irlandês alcançou a nona posição na classificatória do cavalo com alças, ficando como primeiro reserva e não disputando a final do aparelho. Voltou a Copa do Mundo no mesmo ano na etapa Challenge em Paris, realizado de 24 a 25 de setembro, dessa vez superando Kurbanov e vencendo no cavalo com alças. Na ocasião, seu compatriota, o ginasta Eamon Montgomery, levou o ouro no solo, marcando a primeira vez que a Irlanda conquistava dois ouros em uma mesma competição de uma Copa do Mundo.
"Dois ouros. É a primeira vez que a Irlanda faz isso em uma Copa do Mundo. Eu não poderia estar mais orgulhoso de Eamon, e ganhar outra medalha de ouro para mim é uma coisa ótima de se ter feito pouco antes do Campeonato Mundial."

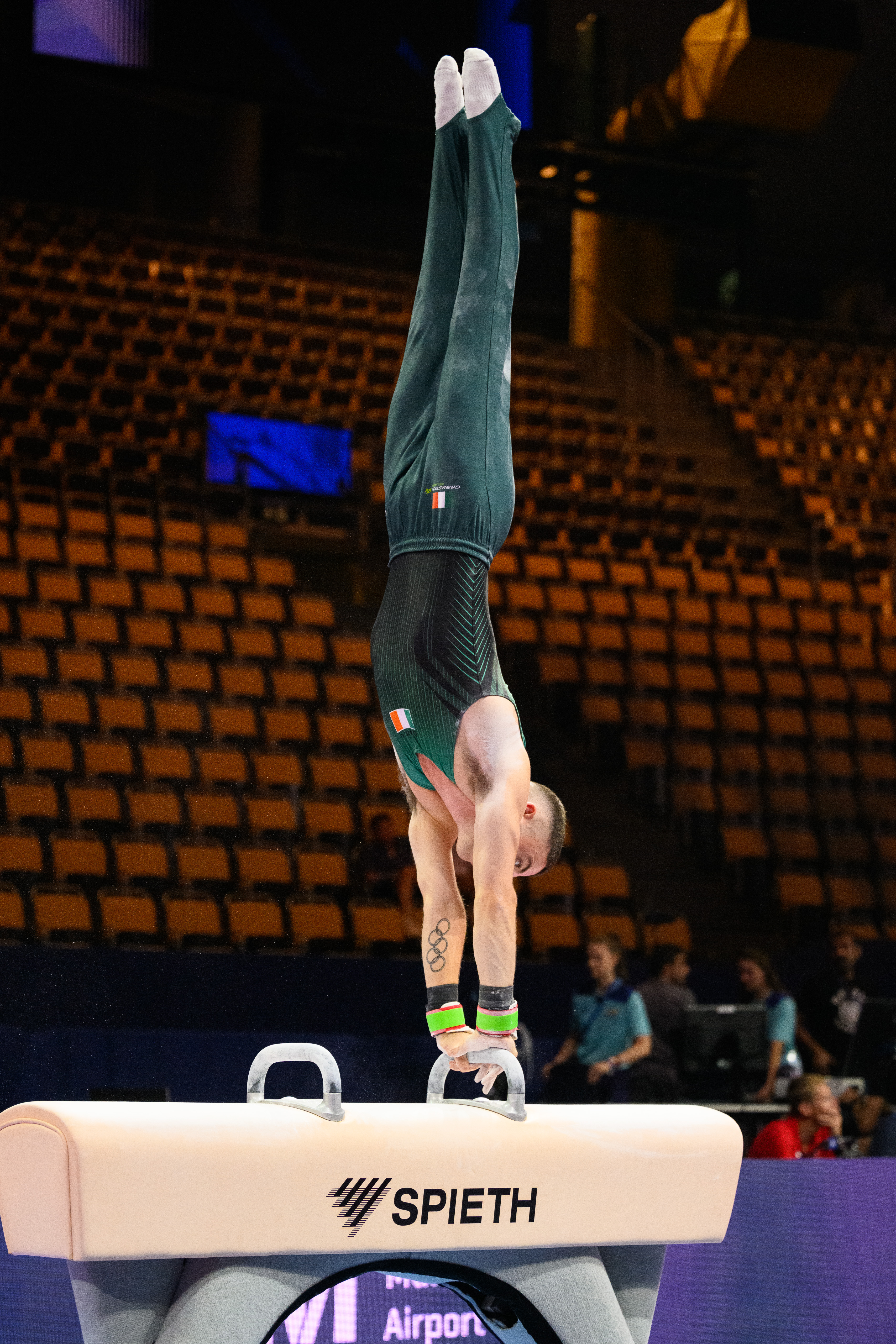
McClenaghan no Campeonato Europeu de 2022

Em outubro, no Campeonato Mundial de Ginástica Artística de 2022 em Liverpool, McClenaghan se tornou campeão mundial na competição do cavalo com alças, conquistando sua primeira medalha de ouro em mundiais, após atingir uma pontuação de 15.233 na classificatória, se classificando na primeira posição, posteriormente atingindo a pontuação de 15.300 na final. Após a conquista no Mundial, ele agradeceu ao seu treinador Luke Carson no Twitter.
“Para meu treinador e amigo Luke, nós conseguimos. Se fosse qualquer outra pessoa, eu não estaria aqui. Tivemos que ser os pontos fora da curva para alcançar a grandeza. As pessoas desprezaram nossa ambição e até ficaram em nosso caminho, mas nós superamos isso todas as vezes até chegarmos ao topo. Campeões mundiais para sempre.”

#### 2023
Em 2023, após cerca de cinco anos treinando na National Gymnastics Centre em Dublin, o irlandês retomou seu treinamento em sua cidade natal, Newtownards, após Carson, seu treinador, inaugurar uma nova academia no local, a Origin Gymnastics. O ginasta, que há alguns meses havia comprado uma casa em Newtownards, ficou feliz por retornar a sua cidade, após anos de uma rotina difícil em Dublin. Ele também voltou a demonstrar apoio ao seu treinador e comemorou a conquista dele.
"Luke estava se esforçando para realizar seus sonhos de abrir um clube de ginástica e, aonde quer que Luke vá, eu o seguirei, porque ele é tão parte do sucesso quanto eu."
Voltou a disputar as Séries da Copa do Mundo em 2023, sua primeira parada no circuito sendo em Doha, do dia 1 a 4 de março, onde obteve a prata no cavalo com alças, atrás do cazaque Nariman Kurbanov, que voltou a superá-lo dias depois em Baku, com o irlandês mais uma vez ficando com o segundo lugar. Em abril de 2023, no entanto, McClenaghan alcançou o bicampeonato europeu em Antália, se classificando na primeira colocação para a final do cavalo com alças, atingindo a pontuação de 14.966. Na final, venceu a disputa com a pontuação de 14.666.
Retornou ao circuito da Copa do Mundo na etapa Challenge em Paris, em 16 e 17 de setembro, obtendo sua terceira medalha de prata no circuito daquele ano, dessa vez ficando atrás do britânico Max Whitlock, o qual McClenaghan viria a superar semanas depois, quando se tornou bicampeão mundial no Mundial de 2023, realizado de 30 de setembro a 8 de outubro, em Antuérpia. O ginasta irlandês se classificou para a final do cavalo com alças na terceira posição com a nota 14.933, ficando atrás de Whitlock e do americano Khoi Young, porém superou os dois na final do aparelho, onde obteve a pontuação de 15.100, assim subindo pela segunda vez seguida no topo do pódio mundial.

#### 2024
Esteve novamente em Doha do dia 18 a 21 de abril de 2024 para o circuito da Copa do Mundo, obtendo a medalha de bronze. Quatro dias depois, no entanto, disputou o Campeonato Europeu de Ginástica Artística de 2024 em Rimini, onde conquistou o tricampeonato no cavalo com alças. Após se classificar em segundo lugar, superado apenas pelo ucraniano Oleg Verniaiev, o irlandês conquistou sua terceira medalha de ouro em campeonatos europeus ao atingir a pontuação de 15.300 na final do aparelho.
McClenaghan representou a Irlanda nos Jogos Olímpicos de Verão de 2024 em Paris, se classificando em primeiro lugar para a final do cavalo com alças, obtendo a pontuação de 15.200.  Na final do aparelho, voltou a fazer história pelo seu país ao conquistar a medalha de ouro, se tornando o primeiro ginasta a ganhar uma medalha olímpica pela Irlanda. Em uma final disputada, atingiu a incrível marca de 15.533, superando o cazaque Nariman Kurbanov por uma diferença mínima de 0.100, bem como o americano Stephen Nedoroscik, ambos ficando respectivamente com as medalhas de prata e bronze. Além disso, McClenaghan também superou o britânico Max Whitlock, ginasta veterano e especialista no cavalo com alças, que ficou com a quarta colocação.
 

Em entrevista, o ginasta irlandês relembrou seu revés nos Jogos Olímpicos de Tóquio, quando prometeu que retornaria melhor.
"[...] Eu disse que transformaria essa decepção em motivação e voltaria melhor, mais forte do que nunca e foi exatamente isso que fiz. Sou bicampeão mundial, agora campeão olímpico e essa é a redenção que eu queria."
Após terminar sua série no cavalo com alças na final em Paris, ele ficou visivelmente emocionado e posteriormente afirmou que sentiu que tinha ido bem, e que a série que apresentou em seu último dia de competição na arena Bercy era resultado de uma vida inteira de trabalho.
"Tudo o que fiz desde que comecei a fazer ginástica foi demonstrado naquela série de 46 segundos que mostrei ontem. Foram todas as emoções, todas elas sob o sol, sendo expressas naquele dia e você podia ver que eu estava alternando entre rir histericamente, chorar histericamente, era simplesmente avassalador."
Também prestou homenagem aos seus pais, Danny e Tracy, que estavam em Paris para assistir sua vitória, afirmando que só começou a receber financiamento para o esporte aos 18 anos e que, antes disso, todos os custos eram pagos pelos seus pais, que sempre o apoiaram a correr atrás do sonho que ele tinha.
Para os Jogos Olímpicos de 2028 em Los Angeles, ele disse que pretende competir em todos os seis aparelhos na competição do individual geral, com esperanças de ganhar medalhas em pelo menos uma outra final individual. Ele citou o solo como o seu segundo aparelho mais forte, porém disse que uma vez que decide competir em algum aparelho, ele quer que suas séries sejam dignas de medalhas, e que ainda há muito trabalho a ser feito.

## Especialidade

### Cavalo com alças
"Ele se originou de um cavalo, eu acho, e o punho nele é a alça e ele evoluiu ao longo dos anos com as pessoas fazendo cada vez mais truques criativos e loucos nele. Eu quero ser a pessoa que faz os truques mais loucos nele! [...] Eu dedico mais tempo a isso porque sei que é nisso que sou um dos melhores do mundo, então sei que tenho que focar um pouco mais do meu tempo nisso."

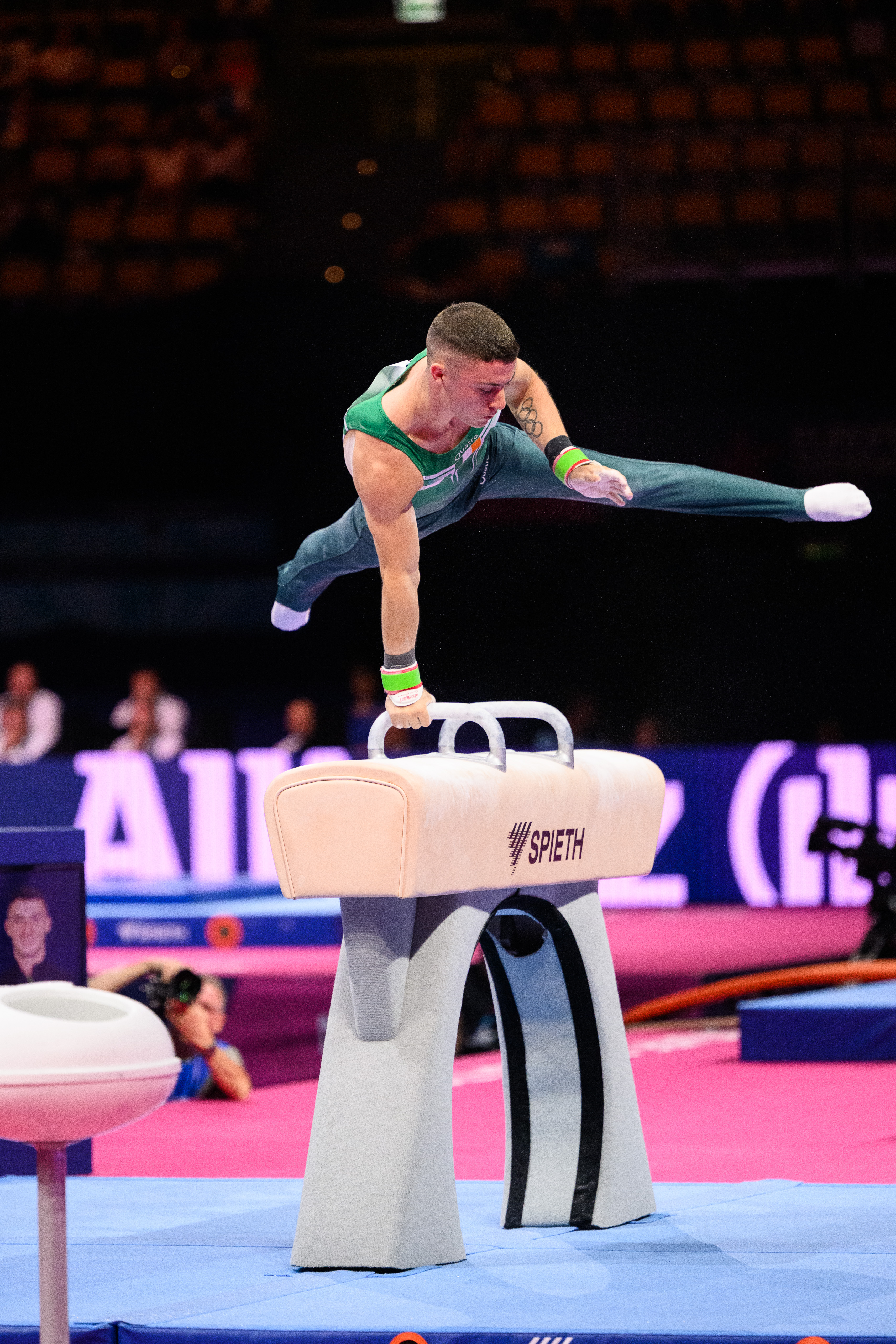
McClenaghan durante sua série no cavalo com alças

Apesar de já ter competido no individual geral em algumas competições, McClenaghan sempre teve uma predisposição maior para o cavalo com alças e em algum momento decidiu seguir competindo apenas nesse aparelho, se tornando especialista no mesmo. Atualmente sendo o campeão olímpico, bicampeão mundial e tricampeão europeu na modalidade, ele já escreveu seu nome como um dos maiores ginastas da história nesse aparelho.
"O equilíbrio nele é muito importante, os movimentos intrincados das mãos também, eu sempre entendi mais do que as outras crianças quando eu era mais jovem e acho que foi isso que me manteve mais envolvido quando eu estava nas alças."
No cavalo com alças, o ginasta irlandês tem alcançado pontuações surpreendentes desde 2018, quando, aos 18 anos, alcançou a nota de 15.100 na final do aparelho durante os Jogos da Commonwealth, mesma pontuação do também campeão olímpico Max Whitlock, que foi superado por McClenaghan pelo critério de desempate da nota de execução. No Mundial de 2022, obteve a incrível marca de 15.300, repetindo a mesma no Campeonato Europeu de 2024, mas superando essa pontuação nos Jogos Olímpicos de 2024, quando garantiu a vitória com uma pontuação de 15.533.
"Quanto mais difícil for o exercício, maior será sua pontuação. Você precisa que essa série difícil seja bem limpa, você não pode ter as pernas dobradas, não pode separar as pernas ou cair."

## Prêmios e honrarias
McClenaghan foi nomeado Esportista Jovem do Ano pela rede de televisão pública irlandesa Raidio Teilifis Eireann (RTE) em 2018 e 2019.
 

Em dezembro de 2020, McClenaghan recebeu a Medalha do Império Britânico nas Honras de Ano Novo de 2021 por serviços prestados à ginástica.
"Significa o mundo para mim que estou sendo reconhecido pelo que coloco no meu esporte. [...] É um dos meus principais objetivos, promover a palavra da ginástica e mostrar ao mundo o que a ginástica fez pela minha vida e o que ela potencialmente pode fazer pela vida de crianças mais novas."
Em 2022, após vencer o mundial de ginástica artística, foi nomeado Personalidade Esportiva do Ano da BBC da Irlanda do Norte. Em dezembro de 2023, após o bicampeonato mundial e europeu, ele ganhou o prêmio de Esportista do Ano de 2023 concedido pela Raidió Teilifís Éireann (RTE).